# جو فاتزیو
جو فاتزیو (انگلیسی: Joe Fazio؛ ۱۱ سپتامبر ۱۹۴۲ – August 2011) قایقران روئینگ اهل استرالیا بود.
وی در مسابقات کشوری و بین‌المللی در مجموع برندهٔ ۱ مدال نقره شده‌است.